# Закон Кірхгофа для теплового випромінювання
В теплообміні, закон Кірхгофа говорить про хвильове радіаційне випромінювання та поглинання матеріальним тілом в термодинамічній рівновазі, включаючи рівновагу радіаційного обміну.
Тіло при температурі T випромінює електромагнітну енергію. Ідеальне чорне тіло в термодинамічній рівновазі поглинає все світло, що потрапляє на нього, і випромінює енергію за  законом Стефана — Больцмана про радіаційне випромінювання для температури T, універсальний для всіх абсолютно чорних тіл. Закон Кірхгофа каже, що:
Відношення здатності випромінювання тіла до його здатності поглинання для всіх тіл при даній температурі і даної частоти не залежить від форми і хімічної природи.

## Історія
Даний закон був встановлений німецьким фізиком Кірхгофом в 1859 році. Перш ніж закон Кірхгофа був визнаний, було експериментально встановлено, що тіло, що добре поглинає світло, добре і випромінює його і навпаки, а також, що тіло, яке добре його відбиває — погано поглинає світло.
Розуміння Кірхгофа полягає в визнанні універсальності й унікальності функції, яка описує випромінювальну здатність чорного тіла. Але він не знав точної форми і характеру даної функції. Спроби описати його в класичному сенсі були зроблені Лордом Релеєм і сером Джеймсом Джинсом в 1900 - 1905 роках, у результаті чого в Закон Релея-Джинса. Внаслідок цього закону виник парадокс під назвою ультрафіолетова катастрофа. Правильна форма цього закону була знайдена Максом Планком в 1900 році, який вивів закон Планка: спектр світла, який отримується внаслідок нагрівання, головним чином залежить від температури тіла, а не від матеріалу. Макс Планк вивів формулу, яка пояснює взаємозв'язок між максимальними довжинами випромінюваних хвиль й температурою, до якої нагріте тіло:
{\displaystyle \lambda _{m}=2896/T,}
де {\displaystyle \lambda _{m}} - довжина хвилі, {\displaystyle T} - температура. 
Тепло є інфрачервоним світлом.
Якщо знехтувати вимушеним випусканням, тобто за {\displaystyle hv} набагато більшим за {\displaystyle kT,} закон Кірхгофа має вигляд
{\displaystyle {\frac {W_{v}^{\text{тепл.вип.}}}{W_{v}^{\text{погл.}}/u_{v}}}={\frac {8\pi hv^{3}}{c^{3}}}=\exp(-{\frac {hv}{kT}}),}
де {\displaystyle u_{v}} - щільність падаючої радіації.

## Теорія
Нехай є чорне тіло, яке містить електромагнітне випромінювання з певною кількістю енергії, яке перебуває у термодинамічній рівновазі. Цей "фотонний газ" буде мати Планківский розподіл енергії.
Припускаємо, що існує друга система, яка є твердою, непрозорою, має порожнину зі стінками, та не чудово відбиває хвилі будь-якої довжини, і перебуває у зв'язку за допомогою оптичного фільтра з чорним тілом при тій же температурі. Радіація може передаватися від однієї системи до іншої. Наприклад, припустимо, що в другій системі, щільність фотонів у вузькому частотному діапазоні довжини хвилі {\displaystyle \lambda } є вищою, ніж у першої системи. Якщо оптичний фільтр пропускає тільки цей діапазон хвиль, то буде передача фотонів і їх енергії, з другої системи в першу. Це суперечить другому закону термодинаміки, який вимагає, що не може бути ніякої чистої передачі тепла між двома тілами при однаковій температурі.
Таким чином, у другій системі для кожної частоти, стіни повинні поглинати і випромінювати енергію, щоб підтримувати розподіл тепла у чорному тілі. Для умови теплової рівноваги, поглинальна здатність для певної довжини хвилі {\displaystyle \alpha _{\lambda }} є відношенням між поглинутою стіною енергії та енергії, що падає на стіну . Таким чином, поглинута енергії визначається як {\displaystyle \alpha _{\lambda }E_{b\lambda }(\lambda ,T)}, де {\displaystyle E_{b\lambda }(\lambda ,T)} — інтенсивність випромінювання при довжині хвилі {\displaystyle \lambda } і температури {\displaystyle T}. Незалежно від стану теплової рівноваги, випромінювальна здатність стіни визначається як відношення випромінюваної енергії до кількості енергії, яка би виникала, якби стіна була би ідеально чорним тілом. Тому, випромінювану енергію можна визначити як {\displaystyle \epsilon _{\lambda }E_{b\lambda }(\lambda ,T)} де {\displaystyle \epsilon _{\lambda }} — випромінювання при довжині хвилі {\displaystyle \lambda }. Для підтримки теплової рівноваги, ці дві величини повинні бути рівні або ж розподіл енергії фотонів в порожнині має відхилятися від чорного тіла. Це дає нам закон Кірхгофа:
{\displaystyle \alpha _{\lambda }=\epsilon _{\lambda }}
За допомогою аналогічного, але більш складного аргументу, можна показати, що випромінювання чорного тіла є рівним в усіх напрямках, а також, що випромінювальні та поглинальні здатності, якщо вони залежать від напрямку, також мають бути рівними в цьому напрямку.
Середні і загальні дані про поглинальну та випромінювальну здатність часто даються для матеріалів, значення яких відрізняються один від одного. Наприклад, біла фарба котирується як така, що має поглинальну здатність в значенні 0.16, а випромінювальну —  0.93. Це тому, що поглинальна здатність усереднюється зі зважуванням сонячного спектру, в той час як коефіцієнт випромінювання зважується для випромінювання самої фарби при нормальній температурі навколишнього середовища. коефіцієнт випромінювання обчислюється як:
{\displaystyle \alpha _{\mathrm {sun} }=\displaystyle {\frac {\int _{0}^{\infty }\alpha _{\lambda }I_{\lambda \mathrm {sun} }(\lambda )\,d\lambda }{\int _{0}^{\infty }I_{\lambda \mathrm {sun} }(\lambda )\,d\lambda }}}
у той час як середній коефіцієнт випромінювання визначається за формулою:
{\displaystyle \epsilon _{\mathrm {paint} }={\frac {\int _{0}^{\infty }\epsilon _{\lambda }(\lambda ,T)E_{b\lambda }(\lambda ,T)\,d\lambda }{\int _{0}^{\infty }E_{b\lambda }(\lambda ,T)\,d\lambda }}}
Тут {\displaystyle I_{\lambda \mathrm {sun} }}  — спектр випромінювання сонця, і {\displaystyle \epsilon _{\lambda }E_{b\lambda }(\lambda ,T)}  — спектр випромінювання фарби. Хоча, за законом Кірхгофа, {\displaystyle \epsilon _{\lambda }=\alpha _{\lambda }} у наведених вище рівняннях вище середні  {\displaystyle \alpha _{\mathrm {sun} }} і {\displaystyle \epsilon _{\mathrm {paint} }} як правило, не рівні один одному. Біла фарба буде служити дуже хорошим ізолятором від сонячної радіації, тому що вона дуже добре відбиває сонячне випромінювання, її температура буде приблизно кімнатної температури, і вона буде випромінювати незалежно від поглинання в інфрачервоному діапазоні, де коефіцієнт випромінювання є високим.

## Чорні тіла

### Майже чорні матеріали
Сіре тіло - тіло, коефіцієнт поглинання якого менше 1 і не залежить від довжини хвилі випромінювання й абсолютної температури. Коефіцієнт поглинання (коефіцієнт чорноти) усіх реальних тіл залежить від довжини хвилі (селективне поглинання) та температури, тому їх можна вважати сірими лише в інтервалах довжин хвиль та температур, де коефіцієнт поглинання приблизно є сталим. Сіре тіло є джерелом так званого сірого випромінювання - теплового випромінювання, однакового по спектральному складу із випромінюванням абсолютно чорного тіла, але відрізняється від нього меншою енергетичною яскравістю. Поняття сірого тіла застосовується у оптичній пірометрії. 
Давно відомо, що технічний вуглець робить тіло майже чорним. Деякі інші матеріали є майже чорними, для окремих хвильових діапазонів. Такі матеріали не витримають дуже високі температури, які представляють інтерес.
Дане поліпшення матеріалу було знайдено при виробництві вуглецевих нанотрубок. Нано-пористі матеріали може досягати таких показників заломлення, наче вони майже перебувають у вакуумі, в одному випадку середній коефіцієнт відбиття становив 0,045%.

### Непрозорі тіла
Тіла, які є непрозорими для теплового випромінювання, яке падає на них, є цінними при вивченні теплового випромінювання. Планка аналізував такі тіла, які мають внутрішність і розділений границею. Вони поділяють границю з суміжним середовищем, яке може бути розрідженим матеріалом, такий, як повітря або прозорий матеріал, через який можуть бути зроблені спостереження. Границя не є матеріальним тілом і не може ні випромінювати, ні поглинати. Це місце заломлення випромінювання, яке проникає тіло і відбиває його. Як таке воно підпорядковується принципу взаємності Гельмольца. Непрозоре тіло вважається матеріальною внутрішністю, яка поглинає все і не розсіює або пропускає випромінювання, яке досягає його через заломлення на межі розділу. У цьому сенсі непрозорий матеріал є чорним тілом для випромінювання, яке досягає його, в той час як всі інші явища, в тому числі внутрішність і границя, не показує ідеальну чорноту.

### Випромінювання порожнини
Стіни з порожнинами можуть бути виготовлені з непрозорих матеріалів, які поглинають значну кількість випромінювання на всіх довжинах хвиль. Не обов'язково, щоб кожна внутрішня стіна добре поглинала кожну хвилю. Ефективний діапазон поглинання довжин хвиль може бути розширений за рахунок використання декількох по-різному поглинаючих матеріалів в внутрішній стіні порожнини. В термодинамічній рівновазі випромінювання порожнини буде точно підпорядковуватися закону Планка. У цьому сенсі, термодинамічна рівновага випромінювання порожнини може розглядатися як термодинамічна рівновага випромінювання чорного тіла, до якого закон Кірхгофа діє точно, хоча і не для ідеально чорного тіла в Кірхгофа сенс присутній.
Теоретичні моделі, розглянуті Планка, складається з порожнини з ідеально відбиваючими стінами, спочатку без матеріального вмісту, в яку потім було покладено невеликий кусок вуглецю. Без цього куска, нерівноважне випромінювання в порожнині, прямує в бік термодинамічної рівноваги. Коли вуглець покладений, то він змінює частоту випромінювання, так що це приходить до термодинамічну рівновагу.

### Отвір у стінці порожнини
Для експериментальних цілей, отвір в порожнині можуть бути розроблений для забезпечення хорошого наближення до чорної поверхні, і повинна розглядатися під майже прямим кутом, щоб отримати кращі властивості. Будівництво таких приладів є важливим кроком в емпіричних вимірах, які призвели до точного математичного визначення універсальної функції Кірхгофа, тепер відомої як закон Планка.

### Абсолютно чорні тіла Кірхгофа
Планк також зазначив, що ідеальні чорні тіла Кірхгофа не існують у фізичній реальності. Вони є теоретичними вигадками. Ідеально чорні тіла Кірхгофа поглинають всі випромінювання, які падають на них, в нескінченно тонкому поверхневому шарі, без відбивання і розсіювання. Вони випромінюють у повній відповідності з законом косинуса Ламберта.

## Список джерел
1. ↑  Дамьяновски В. CCTV. Библия видеонаблюдения.
2. ↑  Б. И. Степанов, Универсальное соотношение между спектрами поглощения и люминесценции сложных молекул, Докл. АН СССР, 1957, том 112, номер 5, 839–841.
3. ↑  Rybicki & Lightman, pp. 15–20.
4. ↑  Rybicki, George B.; Lightman, Alan P. (1979). Radiative Processes in Astrophysics. John Wiley and Sons.
5. ↑  Архівована копія. Архів оригіналу за 22 червня 2017. Процитовано 6 червня 2017.{{cite web}}:  Обслуговування CS1: Сторінки з текстом «archived copy» як значення параметру title (посилання)
6. ↑  лександр Михайлович Балдин, Александр Михайлович Прохоров, и Алексей Михайлович Бонч-Бруевич - Физическая энциклопедия.
7. 1 2   {{cite journal}}: Порожнє посилання на джерело (довідка)